# Schwan-Stabilo
Schwan-Stabilo Schwanhäusser GmbH and Co est une entreprise allemande spécialisée dans la production et la commercialisation de matériel d’écriture. L’entreprise, fondée à l’origine en 1855 par Georg Conrad Großberger et Hermann Christian Kurz, se consacre aujourd’hui à trois domaines d’activités principales, que sont l’écriture, le surlignage et le coloriage.
Spécialisée dans le matériel de bureau et dans les crayons cosmétiques à partir des années 1930, Schwan-Stabilo lance un feutre surligneur fluorescent en 1971.

## Sociétés
Le groupe Schwanhäußer Industrie Holding a son siège à Heroldsberg à côté de Nuremberg et comprend diverses sociétés :
- Cosmétique
  - Schwan Cosmetics International GmbH
  - Schwan Cosmetics Germany GmbH & Co. KG
- Ecriture
  - STABILO International GmbH (Recherche et développement)
  - Schwan-Stabilo Schwanhäußer GmbH & Co. KG (Production)
- Outdoor
  - Deuter Sport (Sac à dos)
  - Ortovox (Outdoor-articles pour la randonnée)
  - Maier Sports (Outdoor-articles pour le ski)
  - Gonso (Vêtements pour cyclistes)

## Logo
Depuis 1875, le logo Schwan-Stabilo a connu certaines évolutions tout en conservant le cygne devenu l'emblème de la marque.

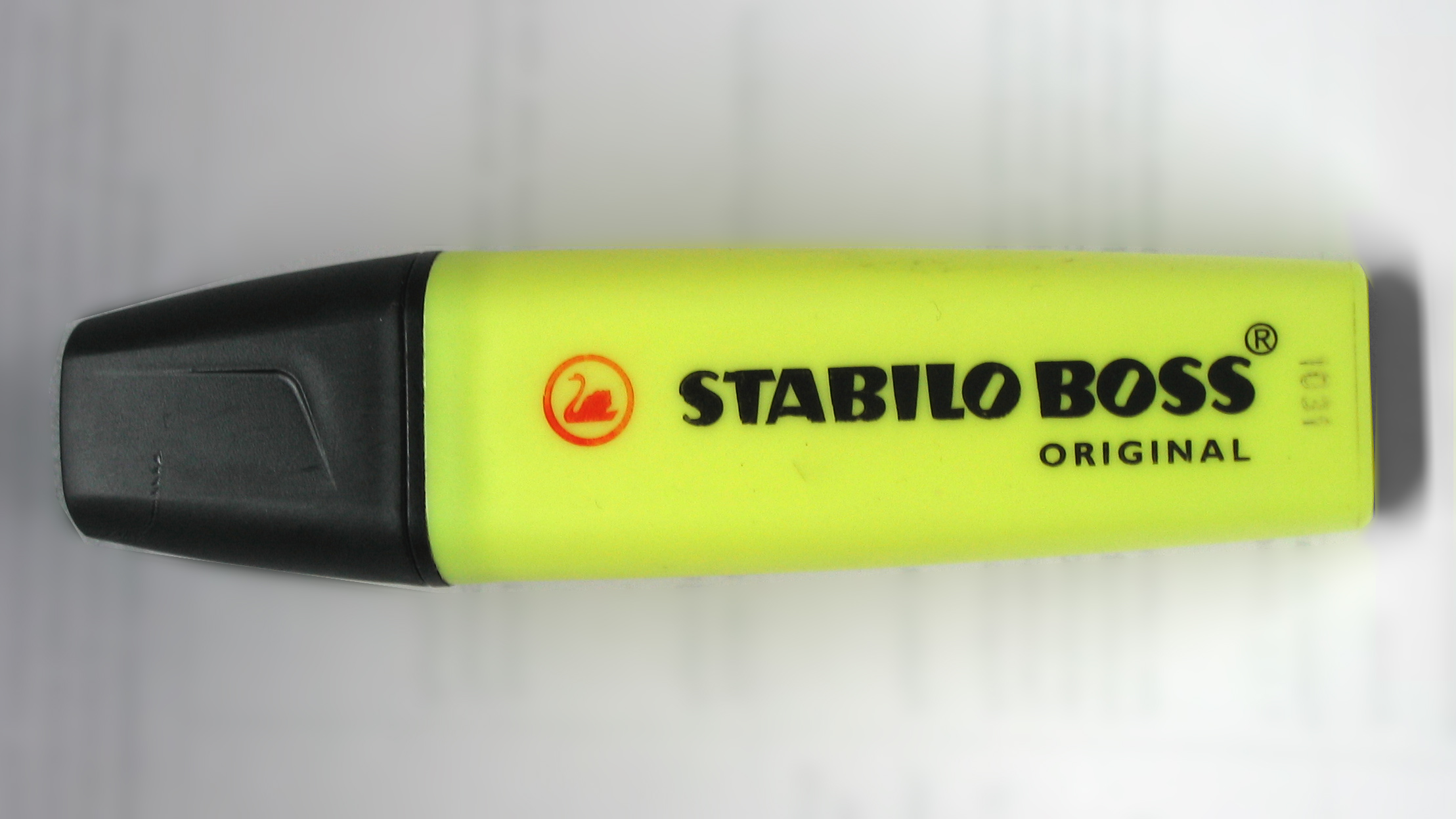
Stabilo Boss Original.

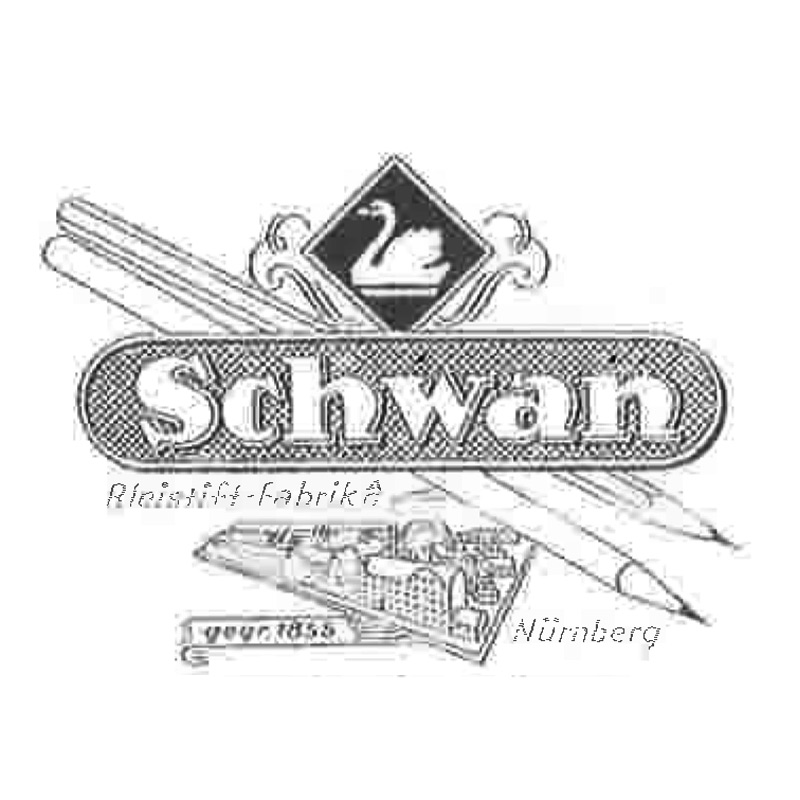
Logo jusqu'en 1925
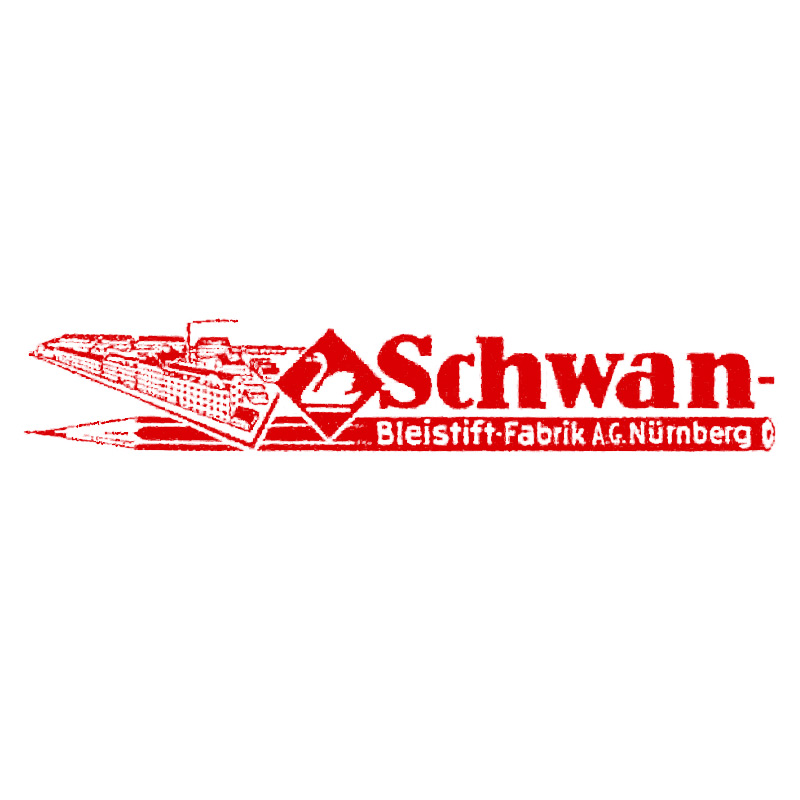
Logo de 1925 à 1930
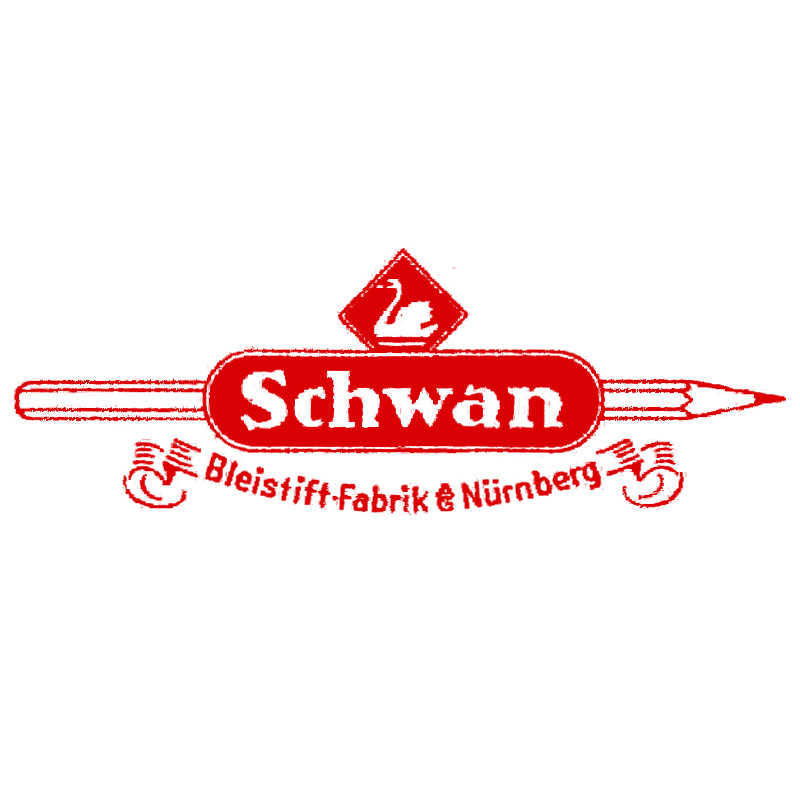
Logo de 1930 à 1950
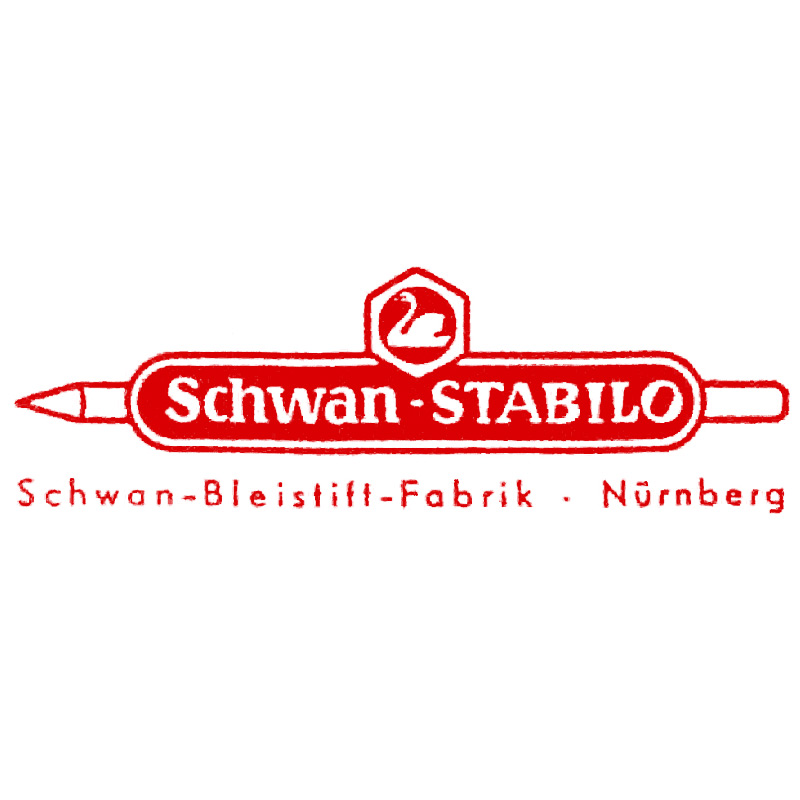
Logo de 1950 à 1960
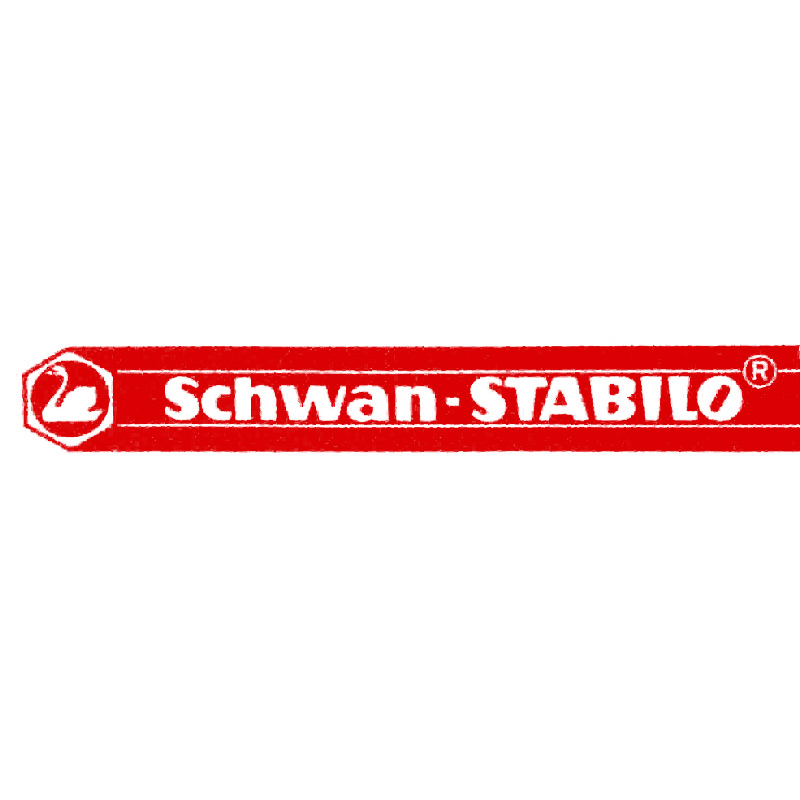
Logo de 1960 à 1987
Logo actuel